# Чичинадзе, Амиран Валерианович
Амира́н Валериа́нович Чичина́дзе (груз. ამირან ვალერის ძე ჭიჭინაძე; 14 сентября 1934, Тбилиси, Грузинская ССР, ныне Грузия — 24 июня 2007) — грузинский киносценарист. Заслуженный деятель искусств Грузинской ССР (1983).

## Биография
В 1964 году окончил Высшие курсы сценаристов и режиссёров. Член КПСС с 1975 года.

## Фильмография

### Сценарист
- 1966 — Листопад
- 1971 — Тихая обитель (ТВ)
- 1973 — Рекорд (с Г. Патарая, ТВ)
- 1975 — Старики / Старые воробьи (ТВ)
- 1976 — Как утренний туман (с Г. Ходжава)
- 1976 — Пастухи Тушетии (с Иосифом Чхаидзе, Д. Ивановым-Чиковани и В. Сулакаури, ТВ)
- 1980 — Письма из БАМа (с Н. Мамулашвили)
- 1981 — Семь маленьких рассказов о первой любви (с Г. Матарадзе, ТВ)
- 1985 — Самые быстрые в мире (ТВ)
- 1985 — Господа авантюристы
- 1988 — Последняя молитва Назарэ
- 1989 — 30 см над уровнем моря (к/м)
- 1989 — Собачий нюх
- 1990 — Игра с огнём (ТВ)
- 1992 — Замок (ТВ)
- 1992 — Капкан
- 1995 — Переселенцы
- 1996 — Как тебя зовут?! (ТВ)
- 1998 — Здесь рассвет
- 2002 — Перелёт ангелов

## Награды
- 1983 — Заслуженный деятель искусств Грузинской ССР
- Государственная премия Грузии[1]